# Étoile d'or du cinéma français
Étoile d'or du cinéma français (česky Zlatá hvězda francouzského filmu) je francouzská filmová cena, která byla založena v roce 1999 a uděluje ji Académie de la presse du cinéma français (Akademie francouzského filmového tisku). Cena je určena pro francouzské filmy, jejichž nominace navrhuje 700 francouzských filmových novinářů.

## Kategorie
- Nejlepší film
- Nejlepší režie
- Nejlepší scénář (od 2005)
- Nejlepší debut (od 2001)
- Nejlepší dokumentární film (od 2006)
- Nejlepší herečka v hlavní roli
- Nejlepší herec v hlavní roli
- Nejlepší herečka ve vedlejší roli
- Nejlepší herečka ve vedlejší roli
- Nejlepší filmová hudba (od 2001)
- Nejlepší produkce (od 2004)
- Nejlepší filmová realizace (od 2004)
- Čestná cena
- Nejlepší zahraniční film (jen 2000)
- Velká zvláštní cena tisku (1999-2003)